# U-Bahnhof Stiglmaierplatz
Der U-Bahnhof Stiglmaierplatz ist ein Bahnhof der Münchner U-Bahn unterhalb des Stiglmaierplatzes, welcher nach dem Erzgießer, Bildhauer und Medailleur Johann Baptist Stiglmaier benannt ist.
Der Bahnhof liegt in der Maxvorstadt unter dem namensgebenden Platz. Der Bahnhof wurde am 8. Mai 1983 eröffnet und wird von der Linie U1 und seit dem 12. Dezember 2011 von der Verstärkungslinie U7 bedient, die nur in der Hauptverkehrszeit fährt. Die an den Hintergleiswänden hängenden braunen und weißen Lamellen sind so angeordnet, dass sie immer breiter bzw. schmäler werden.
Wie die meisten U-Bahnhöfe der 1980er ist auch am Stiglmaierplatz die Decke mit Aluminiumlamellen, der Boden mit Isarkiesel-Motiv und die Säulen mit braunen Fliesen verkleidet. Das östliche Sperrengeschoss ist über eine lange Rampe und einen Rollsteig zu erreichen. Der ursprünglich vorhandene zweite Rollsteig wurde nach etwa 25 Jahren entfernt. Ein Lift und mehrere Treppen führen direkt zum Umsteigen in die Tram 20/21 an die Oberfläche. Das westliche Sperrengeschoss, unter der Kreuzung Nymphenburger-/Sandstraße, ist über Treppen zu erreichen. Die Säulen wurden im Oktober 2009 mit weißen Verblendungen verkleidet, weil 2008 die Fliesen abgenommen wurden, da die Verklebung porös war und einzelne Fliesen abfielen.
Eine Besonderheit ist ein Fahrsteig im Zwischengeschoss mit leichter Neigung (der einzige andere U-Bahnhof mit Fahrsteig ist der Haltepunkt Neuperlach Zentrum).
| Linie | Linienverlauf |
| ----- | --- |
| U1    | Olympia-Einkaufszentrum – (625 m) – Georg-Brauchle-Ring – (788 m) – Westfriedhof – (830 m) – Gern – (1007 m) – Rotkreuzplatz – (1102 m) – Maillingerstraße – (878 m) – Stiglmaierplatz – (1071 m) – Hauptbahnhof – (905 m) – Sendlinger Tor – (746 m) – Fraunhoferstraße – (1116 m) – Kolumbusplatz – (898 m) – Candidplatz – (692 m) – Wettersteinplatz – (585 m) – St.-Quirin-Platz – (923 m) – Mangfallplatz |
| U7    | Olympia-Einkaufszentrum – (625 m) – Georg-Brauchle-Ring – (788 m) – Westfriedhof – (830 m) – Gern – (1007 m) – Rotkreuzplatz – (1102 m) – Maillingerstraße – (878 m) – Stiglmaierplatz – (1071 m) – Hauptbahnhof – (905 m) – Sendlinger Tor – (746 m) – Fraunhoferstraße – (1116 m) – Kolumbusplatz – (711 m) – Silberhornstraße – (553 m) – Untersbergstraße – (654 m) – Giesing – (1280 m) – Karl-Preis-Platz – (868 m) – Innsbrucker Ring – (982 m) – Michaelibad – (1708 m) – Quiddestraße – (778 m) – Neuperlach Zentrum |